# Nachal Zeved
Nachal Zeved (hebrejsky נחל זבד‎) je vádí v Horní Galileji, v severním Izraeli.
Začíná v nadmořské výšce okolo 1000 metrů v centrální části masivu Har Meron, v prostoru mezi jeho bočními vrcholky Har Zeved (1006 m n. m.) a Har Ofa'im (1106 m n. m.). Zde se nachází pramen Ejn Zeved (עין זבד‎). Vádí pak směřuje k západu velmi hlubokým zalesněným údolím, přičemž ze severu míjí další boční vrcholek masivu Meron – Har Chesed (948 m n. m.) Na úpatí Meronu, nedaleko od hory Har Šachal a od severního okraje města Bejt Džan, ústí zprava do vádí Nachal Kziv, jež jeho vody odvádí do Středozemního moře.